# 立陶宛醫藥歷史博物館
立陶宛醫藥歷史博物館是立陶宛考那斯老城區市政廳廣場的博物館，設在一棟16世紀興建、日後重建的建築物中，於1987年搬至現址。博物館於1936年開幕，咸信是由立陶宛藥學教授阿爾豐薩斯·凱卡里斯創辦，他的個人收藏是博物館藏品的基礎。 立陶宛藥劑師聯盟也致力蒐集相關文物，目前該館由立陶宛健康科學大學贊助。
立陶宛醫藥歷史博物館常年展出該國醫師、藥劑師和醫院相關文物，以及醫療、製藥工具與文件，並在著名醫師或藥劑師的週年紀念日時舉辦臨時特展。該館展品也包括牙科器械與古代藥物，如（草藥版的西地那非）、愛情藥水、「維納斯生髮藥」（Venus Hair Potion）與（中世紀一種由死者頭骨製成的男性活力促進劑及癲癇治療藥物）等。